# Cyclopogon organensis
Cyclopogon organensis är en orkidéart som först beskrevs av Guido Frederico João Pabst, och fick sitt nu gällande namn av Dariusz Lucjan Szlachetko och Piotr Rutkowski. Cyclopogon organensis ingår i släktet Cyclopogon, och familjen orkidéer. Inga underarter finns listade i Catalogue of Life.